# Arenaria aggregata
Arenaria aggregata (L.) Loisel. in F.Cuvier, es una especie de planta herbácea perteneciente a la familia de las cariofiláceas.

## Distribución y hábitat
Es nativa de la región íbero mediterránea principalmente en Alicante y Valencia donde forma parte de matorrales secos sobre terrenos calizos o dolomíticos. .

## Descripción
Es una pequeña mata de 10-40 cm, con tallos finos y entrenudos más largos que las hojas. Las flores se presentan sentadas y reunidas en glomérulos densos. Los pétalos son de color blanco, más o menos del mismo tamaño que los sépalos. Los frutos son en cápsulas de tamaño algo menor que el cáliz.

## Taxonomía
Arenaria aggregata fue descrita por (L.) Loisel. in F.Cuvier   y publicado en Flora Gallica ed. 2, 1: 317. 1827.
Citología
Número de cromosomas de Arenaria aggregata (Fam. Caryophyllaceae) y táxones infraespecíficos: 2n=20. 2n=26
Etimología
Arenaria: nombre genérico que deriva del término latino arenarius  = "de arena, arenoso". Adjetivo sustantivado: la planta a la que J.Bauhin dio este nombre en 1631 vive en terreno arenoso.
aggregata: epíteto latino que significa "agrupado, unido".
Variedades
- Arenaria aggregata subsp. cavanillesiana (Font Quer & Rivas Goday) Greuter & Burdet ex Lop
- Arenaria aggregata subsp. favargeri Nieto Fel.
- Arenaria aggregata subsp. mauritanica (Batt.) Maire
- Arenaria aggregata subsp. oscensis (Pau) Greuter & Burdet
- Arenaria aggregata subsp. racemosa (Willk.) Font Quer

Sinonimia
- Arenaria aggregata subsp. aggregata (L.) Loisel. in F. Cuvier
- Arenaria aggregata subsp. capitata (Lam.) Font Quer
- Arenaria aggregata subsp. pseudoarmeriastrum (Rouy) G.López & Nieto Fel.
- Arenaria aggregata var. brevifolia (Rouy & Foucaud) Font Quer
- Arenaria aggregata var. obtusifolia Pau
- Arenaria aggregata var. pseudoarmeriastrum (Rouy) Font Quer
- Arenaria aggregata var. pseudoquerioides Font Quer
- Arenaria aggregata var. tenuifolia (Rouy & Foucaud) Font Quer
- Arenaria armeriastrum subsp. pseudoarmeriastrum (Rouy) Nyman
- Arenaria armerina var. pseudoarmeriastrum (Rouy) C.Vicioso
- Arenaria capitata var. brevifolia Rouy & Foucaud
- Arenaria capitata var. tenuifolia Rouy & Foucaud
- Arenaria capitata Lam.
- Arenaria pseudoarmeriastrum Rouy
- Arenaria tetraquetra subsp. capitata (Lam.) Font Quer
- Arenaria tetraquetra var. aggregata (L.) Rchb.
- Arenaria tetraquetra var. brevifolia (Rouy & Foucaud) Font Quer ex M.Laínz
- Arenaria tetraquetra var. laxiflora Ser.
- Arenaria tetraquetra var. pseudoarmeriastrum (Rouy) Font Quer ex M. Laínz
- Arenaria tetraquetra var. pseudoquerioides (Font Quer) Font Quer ex M. Laínz
- Arenaria tetraquetra var. tenuifolia (Rouy & Foucaud) Font Quer ex M. Laínz
- Gypsophila aggregata L.
- Plinthine aggregata (L.) Rchb.[6]
- Arenaria pseudoarmeriastrum Rouy[7]

## Nombre común
- Castellano: rubilla colorada.